# アムジー (相模原市の企業)
株式会社アムジー（Amuzy）は、神奈川県相模原市に拠点を置く業務用ゲーム機器の開発・販売会社。

## 概要
2003年8月に元サミー社員らにより設立。主にキッズゲーム機やメダルゲーム機の開発を行っている。またアミューズメント施設事業も手掛けており、関東でキッズゲームやクレーンゲームに特化した「キッズトレイン」を展開している。かつては札幌市でゲームセンター「MAXIM HERO」を展開していたが、「MAXIM HERO」は2023年10月1日付でGENDA GiGO Entertainmentへ譲渡された。

## 沿革
- 2003年8月8日 - 会社設立
- 2004年4月 - キッズメダルシリーズ第1弾「ワニッコパンチ」、第2弾「ブーブードンパッチ」同時発売[2][3]
- 2014年6月 - プレジャーキャストよりゲームセンター「MAXIM HERO」を譲受[4][5]
- 2023年10月1日 - 「MAXIM HERO」をGENDA GiGO Entertainmentに譲渡[6][7]。

## 主な作品
- キッズメダルシリーズ
  - ワニッコパンチ
  - ブーブードンパッチ
  - フィッシャーマンバトル
  - ホーンデットハンター
  - 銭形ポン太
  - ロデオキング
  - ドジョッ子つかみ
  - 蚊とりアタック
  - しっぺチャンピオン
  - わんぱくパイレーツ
  - いたずらコックローチ
- いっしょに連射!デ・アタックパーティー
- キッズ&キディシリーズ
  - あっちむいてホイバトル
  - 指ずもう選手権
  - デコピンじゃんけん
  - つなひきチャンプ
  - チャンバラキッズ
  - ばばぬきしようぜ！
  - ガチンコ腕ずもう
  - じゃりんこ拳士
- フォー・ガールズシリーズ
  - ワンワンダッシュ
  - ドッヂファイター
  - 金魚カーニバル
  - モグモグハンマー
  - ニンニキ忍者バトル
  - わくわくダイビング
  - 蚊とりパッチン
  - しっぺジャングル